# Szabványos C-könyvtár

A Szabványos C-könyvtár (C standard library), néha libc, a C programozási nyelv szabványos könyvtára, ahogyan azt az ISO C szabvány meghatározza. Az eredeti ANSI C szabványból kiindulva, a C POSIX könyvtárral egy időben fejlesztették ki, amely annak szuperhalmaza. Mivel az ANSI C-t a Nemzetközi Szabványügyi Szervezet elfogadta, a C standard könyvtárat ISO C library-nak is nevezik.
A C szabványos könyvtár makrókat, típusdefiníciókat és függvényeket biztosít olyan feladatokhoz, mint a karakterlánc-kezelés, a matematikai számítások, a be- és kimeneti feldolgozás, a memóriakezelés és input/output.

## Alkalmazásprogramozási interfész (API)

### Fejléc fájlok
A C szabványos könyvtár alkalmazásprogramozási interfésze (API) számos fejlécfájlban (header files) van deklarálva. Minden fejlécfájl egy vagy több függvénydeklarációt, adattípus-definíciót és makrókat tartalmaz.
Hosszú stabil időszak után három új fejlécfájl (iso646.h, wchar.h és wctype.h) került be az 1995-ben ratifikált C-szabvány Normative Addendum 1 (NA1) kiegészítésével. További hat fejlécfájl (complex.h, fenv.h, inttypes.h, stdbool.h, stdint.h és tgmath.h) a C99, a C-szabvány 1999-ben közzétett módosításával, további öt fájl (stdalign.h, stdatomic.h, stdnoreturn.h, threads.h és uchar.h) a C11 2011-ben, és még egy fájl (stdbit.h) a 2023-ban megjelent C23-mal került hozzá. Összesen most már 30 fejlécfájl van:
| Név             | -tól | Leírás |
| --------------- | ---- | --- |
| <assert.h>      |      | Deklarálja az assert makrót, amely a program hibakeresése során a logikai és más típusú hibák felderítésére szolgál. |
| <complex.h>     | C99  | Meghatároz egy sor függvényt a komplex számok manipulálására. |
| <ctype.h>       |      | Meghatározza a karakterek típusuk szerinti osztályozására vagy a kis- és nagybetűk közötti konverzióra használt függvények halmazát a használt karakterkészlettől független módon (jellemzően ASCII vagy annak valamelyik kiterjesztése, bár ismertek EBCDIC-et használó implementációk is). |
| <errno.h>       |      | A könyvtári függvények által jelentett hibakódok tesztelésére. |
| <fenv.h>        | C99  | Meghatározza a lebegőpontos környezet vezérlésére szolgáló funkciókat. |
| <float.h>       |      | A lebegőpontos könyvtár megvalósítás-specifikus tulajdonságait meghatározó makro-állandók definiálása. |
| <inttypes.h>    | C99  | Meghatározza a rögzített szélességű egész szám típusokat. |
| <iso646.h>      | NA1  | Számos makrót definiál, amelyek több szabványos token kifejezésének alternatív módjait valósítják meg. Az ISO 646 variáns karakterkészletekben történő programozáshoz. |
| <limits.h>      |      | Makro-állandókat definiál, amelyek az egész szám típusok megvalósítás-specifikus tulajdonságait határozzák meg. |
| <locale.h>      |      | Meghatározza a lokalizációs függvényeket. |
| <math.h>        |      | Definiálja az általános matematikai függvényeket. |
| <setjmp.h>      |      | Deklarálja a setjmp és longjmp, makrókat, amelyeket a nem lokális kilépésekhez használnak. |
| <signal.h>      |      | Meghatározza a jelkezelő funkciókat. |
| <stdalign.h>    | C11  | Az objektumok lekérdezéséhez és adatok igazításához. |
| <stdarg.h>      |      | A függvényeknek átadott változó számú argumentum eléréséhez. |
| <stdatomic.h>   | C11  | A szálak között megosztott adatokon végzett atomi műveletekhez. |
| <stdbit.h>      | C23  | Bájtrendezéshez és bitábrázoláshoz. |
| <stdbool.h>     | C99  | Boolean adattípust határoz meg. |
| <stddef.h>      |      | Számos hasznos típust és makrót definiál. |
| <stdint.h>      | C99  | Rögzített szélességű egész számtípusokat határoz meg. |
| <stdio.h>       |      | Meghatározza az alapvető bemeneti és kimeneti funkciókat. |
| <stdlib.h>      |      | Numerikus konverziós függvények, pszeudo-véletlen számok generálására szolgáló függvények, memóriaelosztás, folyamatvezérlő függvények definiálása. |
| <stdnoreturn.h> | C11  | Nem visszatérő függvények megadásához. |
| <string.h>      |      | Meghatározza a karakterlánc-kezelő függvényeket. |
| <tgmath.h>      | C99  | Típus-generikus matematikai függvények definiálása. |
| <threads.h>     | C11  | Több szál, mutexek és feltételváltozók kezelésére szolgáló függvények definiálása. |
| <time.h>        |      | Meghatározza a dátum- és időkezelési funkciókat. |
| <uchar.h>       | C11  | Unicode karakterek manipulálására szolgáló típusok és függvények. |
| <wchar.h>       | NA1  | wide-string kezelő funkciókat határoz meg. |
| <wctype.h>      | NA1  | Meghatározza a széles karakterek típus szerinti osztályozására vagy a kis- és nagybetűk közötti konverzióra használt függvények készletét. |

A fejlécfájlok közül három (complex.h, stdatomic.h és threads.h) olyan feltételes funkciókat tartalmaz, amelyeket az implementációknak nem kell támogatniuk.
A POSIX szabvány számos nem szabványos C fejléccel egészítette ki a Unix-specifikus funkciókat. Sokuk átkerült más architektúrákba is. Ilyen például az fcntl.h és az unistd.h. Számos más csoport más nem szabványos fejléceket is használ – a GNU C library rendelkezik az alloca.h-val, az OpenVMS pedig a va_count() függvénnyel.

### Dokumentáció
Unix-szerű rendszereken az API hiteles dokumentációja man-oldalak formájában érhető el. A legtöbb rendszeren a szabványos könyvtári függvényekről szóló man oldalak a 3. fejezetben találhatók; a 7. fejezet tartalmazhat néhány általánosabb lapot a mögöttes fogalmakról (pl. man 7 math_error Linuxon).

## Megvalósítások
A Unix-szerű rendszerek általában rendelkeznek C könyvtárral megosztott könyvtár formájában, de a fejlécfájlok (és a fordító eszköztár) hiányozhatnak a telepítésből, így a C fejlesztés nem feltétlenül lehetséges. A C könyvtár a Unix-szerű rendszereken az operációs rendszer részének tekinthető; a C szabvány által meghatározott funkciók mellett más, az operációs rendszer API-jának részét képező funkciókat is tartalmaz, például a POSIX szabványban meghatározott funkciókat. A C könyvtári függvényeket, beleértve az ISO C szabványos függvényeket is, a programok széles körben használják, és úgy tekintik őket, mintha nem csak a C nyelvben lévő valaminek az implementációját, hanem de facto az operációs rendszer interfészének a részét képeznék. A Unix-szerű operációs rendszerek általában nem tudnak működni, ha a C könyvtárat törlik. Ez azokra az alkalmazásokra igaz, amelyek dinamikusan, nem pedig statikusan linkeltek. Továbbá maga a kernel (legalábbis a Linux esetében) könyvtáraktól függetlenül működik.
A Microsoft Windows rendszerben az alaprendszer dinamikus könyvtárai (DLL-ek) a Microsoft Visual C++ v6.0 fordítóhoz tartozó C szabványkönyvtár implementációját biztosítják; a Microsoft Visual C++ fordító újabb verzióihoz tartozó C szabványkönyvtárat az egyes fordítók külön-külön, valamint az újraforgalmazható (redistributable) csomagok biztosítják. A C nyelven lefordított alkalmazásokat vagy statikusan összekapcsolják egy C könyvtárral, vagy a könyvtár dinamikus verziójával likelik, amelyet az alkalmazásokkal együtt szállítanak, ahelyett, hogy arra támaszkodnának, hogy a célrendszereken jelen legyen. A fordító C könyvtárában található függvények nem tekinthetők a Microsoft Windows interfészének.
Számos C könyvtár implementáció létezik, amelyeket különböző operációs rendszerek és C fordítóprogramok egyaránt biztosítanak. A népszerű implementációk közül néhány a következő:
- A libc(wd), a BSD-alapú operációs rendszerekkel együtt terjesztett különböző implementációk
- GNU C library (glibc), amelyet a GNU Hurd(wd), GNU/kFreeBSD, és a legtöbb Linux disztribúció használ
- Microsoft C futásidejű könyvtár, a Microsoft Visual C++(wd) része. A könyvtárnak két változata létezik: Az MSVCRT, amely a v12 / Visual Studio 2013-ig újraosztható volt, alacsony C99-megfelelőséggel, és egy új, UCRT (Universal C Run Time), amely a Windows 10 és 11 része, így mindig jelen van a linkeléshez, és szintén C99-kompatibilis .
- dietlibc(wd), a C szabványos könyvtár egy alternatív kis implementációja (MMU nélküli)
- μClibc(wd), egy C szabványú könyvtár beágyazott μClinux(wd) rendszerekhez (MMU nélkül)
  - uclibc-ng, egy beágyazott C könyvtár, a μClibc elágazása, továbbra is karbantartott, memóriakezelő egység (MMU) támogatással
- Newlib(wd), beágyazott rendszerekhez készült C szabványos könyvtár (MMU nélkül)[8] és a Cygwin GNU Windows disztribúcióban használatos
- klibc(wd), elsősorban Linux rendszerek indításához
- musl(wd), egy másik könnyített C szabványos könyvtár implementáció Linux rendszerekre[9]
- Bionic(wd), eredetileg a Google által az Android beágyazott operációs rendszerhez fejlesztett, a BSD libc-ből származik.
- picolibc, Keith Packard(wd) által kifejlesztett, kis beágyazott rendszereket céloz meg, korlátozott RAM-mal, a Newlib(wd) és az AVR Libc kódján alapul

### Fordítók beépített függvényei
Egyes fordítóprogramok (például a GCC) a C szabványos könyvtár számos függvényének beépített változatát biztosítják; azaz a függvények implementációi a lefordított object-fájlba kerülnek, és a program a beépített változatokat hívja meg a C könyvtár megosztott objektumfájljában lévő függvények helyett. Ez csökkenti a függvényhívások többletköltségét, különösen, ha a függvényhívásokat inline változatokkal helyettesítjük, és lehetővé teszi az optimalizálás más formáit (mivel a fordító ismeri a beépített változatok vezérlés-áramlási jellemzőit), de zavarokat okozhat a hibakeresés során (például a beépített változatok nem helyettesíthetők instrumentált változatokkal).
A beépített függvényeknek azonban úgy kell viselkedniük, mint az ISO C szabványnak megfelelő közönséges függvényeknek. A fő következmény az, hogy a programnak képesnek kell lennie arra, hogy a függvények címét átvéve mutatót hozzon létre ezekre a függvényekre, és ezen mutató segítségével hívja meg a függvényt. Ha a program két különböző fordítási egységében ugyanarra a függvényre mutató két mutatót származtatunk, akkor a két mutatónak egyenlőnek kell lennie, azaz a cím a függvény nevének feloldásával jön létre, amely külső (programszintű) hivatkozással rendelkezik.

### Linking, libm
A FreeBSD és a glibc alatt néhány függvény, például a sin() alapértelmezés szerint nincs linkelve, helyette a libm matematikai könyvtárba van csomagolva. Ha bármelyiküket használjuk, a linkernek meg kell adni a -lm direktívát. A POSIX megköveteli, hogy a c99 fordító támogassa az -lm opciót, és hogy a math.h, complex.h és fenv.h fejlécekben deklarált függvények elérhetőek legyenek a linkeléshez, ha a -lm opciót megadjuk, de azt nem írja elő, hogy a függvények alapértelmezés szerint linkelve legyenek. A musl úgy tesz eleget ennek a követelménynek, hogy mindent egyetlen libc könyvtárba helyez, és egy üres libm-et biztosít.

### Detektálás
A C szabvány szerint a __STDC_HOSTED__ makrót 1-re kell definiálni, ha az implementáció hosztolt. A hosztolt implementáció rendelkezik a C-szabvány által meghatározott összes fejléccel. Az implementáció lehet szabadonálló (freestanding) is, ami azt jelenti, hogy ezek a fejlécek nem lesznek jelen. Ha a megvalósítás önálló, akkor a freestanding __STDC_HOSTED__ értékét 0-ra kell definiálni.

## Problémák és megoldások

### Puffer túlcsordulási sebezhetőségek
A C szabványos könyvtár néhány függvénye az elfogadásuk óta hírhedt arról, hogy puffertúlcsordulási sebezhetőségeket tartalmaznak, és általában hibás programozásra ösztönöznek. A legtöbbet kritizált tételek a következők:
- a string-manipulációs rutinok, beleértve a strcpy() és strcat() programokat, a határok ellenőrzésének (bounds checking(wd)) hiánya és a lehetséges puffertúlcsordulás miatt, ha a határokat nem ellenőrzik manuálisan;
- string rutinok általában, mellékhatások(wd), felelőtlen pufferhasználat ösztönzése, nem mindig érvényes null végződésű(wd) kimenet garantálása, lineáris hosszszámítás;[17]
- printf() rutincsalád, a call stack elrontására, ha a formázott karakterlánc nem felel meg a megadott argumentumoknak. Ez az alapvető hiba a támadások egy egész osztályát hozta létre: a formázott karakterlánc-támadásokat(wd);
- gets() és scanf() I/O rutinok családja, a bemeneti hossz ellenőrzésének (bármilyen, akár egyszerű) hiánya miatt.

A gets() extrém esetét kivéve, minden biztonsági rés elkerülhető a memóriakezelést, a korlátok ellenőrzését, a bemeneti ellenőrzést stb. végző segédkód bevezetésével. Ez gyakran olyan wrapper formájában történik, amely biztonságosabbá és könnyebben használhatóvá teszi a szabványos könyvtári függvényeket. Ez már B. Kernighan és R. Pike The Practice of Programming című könyvében is megjelenik, ahol a szerzők általában olyan wrappereket használnak, amelyek hibaüzeneteket írnak ki, és hiba esetén kilépnek a programból.
Az ISO C bizottság közzétette a TR 24731-1 műszaki jelentést, és jelenleg a TR 24731-2-n dolgozik, hogy ennek megfelelően javaslatot tegyen néhány határérték-ellenőrzéssel és automatikus pufferelosztással rendelkező függvény elfogadására. Az előbbi komoly kritikát kapott, némi dicsérettel, az utóbbi pedig vegyes visszhangot váltott ki.
Az aggályok ellenére a TR 24731-1-et az ISO/IEC 9899:2011 (C11) K. mellékletébe (Bounds-checking interfaces) integrálták a C-szabványok közé, és megközelítőleg a Microsoft C/++ futásidejű (CRT) könyvtárában implementálták a Win32 és Win64 platformokra.
(Alapértelmezés szerint a Microsoft Visual Studio C és C++ fordítói figyelmeztetést adnak ki, ha régebbi, „nem biztonságos” függvényeket használnak. A Microsoft TR 24731-1 implementációja azonban finoman szólva is inkompatibilis mind a TR 24731-1-gyel, mind a K melléklettel, így a hordozható projekteknél gyakori, hogy letiltják vagy figyelmen kívül hagyják ezeket a figyelmeztetéseket. Közvetlenül kikapcsolhatók a következő módon:
```
#pragma warning(disable : 4996)

```

a kérdéses site[s] hívás előtt/körül, vagy közvetve
```
#define _CRT_SECURE_NO_WARNINGS 1

```

fejlécek hozzáadása előtt. (A /D_CRT_NO_SECURE_WARNINGS=1 parancssori opciónak ugyanolyan hatást kell kifejtenie, mint ennek a #define-nek.)

### Problémák a futási folyamatokkal kapcsolatban, sebezhetőség a versenyfeltételekkel szemben
A strerror() rutint kritizálják, hogy nem szálbiztos és egyébként sebezhető a versenyfeltételekkel szemben.

### Hibakezelés
A C szabványos könyvtár függvényeinek hibakezelése nem következetes és néha zavaros. A Linux kézikönyv math_error oldala szerint: „A jelenlegi (2.8-as verzió) helyzet a glibc alatt kusza. A legtöbb (de nem minden) függvény hiba esetén kivételt (exception) okoz. Egyesek errno-t is beállítanak. Néhány függvény beállítja az errno-t, de nem vált ki kivételt. Nagyon kevés függvény egyiket sem teszi.”

## Szabványosítás
Az eredeti C nyelv nem rendelkezett beépített funkciókkal, például I/O műveletekkel, ellentétben a hagyományos nyelvekkel, mint például a COBOL és a Fortran. Idővel a C felhasználói közösségek megosztották egymással az ötleteket és a ma C szabványos könyvtáraknak nevezett implementációkat. Ezen ötletek közül sok végül beépült a szabványosított C nyelv meghatározásába.
Mind a Unix, mind a C az AT&T Bell Laboratories-ban született az 1960-as évek végén és az 1970-es évek elején. Az 1970-es években a C nyelv egyre népszerűbbé vált. Számos egyetem és szervezet kezdte el létrehozni a nyelv saját változatát saját projektjeihez. Az 1980-as évek elejére nyilvánvalóvá váltak a különböző C implementációk közötti kompatibilitási problémák. 1983-ban az Amerikai Nemzeti Szabványügyi Intézet (ANSI) létrehozott egy bizottságot, hogy létrehozza a C szabványos specifikációját „ANSI C” néven. Ez a munka 1989-ben az úgynevezett C89 szabvány létrehozásában csúcsosodott ki. Az így létrejött szabvány része volt egy szoftverkönyvtárakból álló készlet, amelyet ANSI C szabványkönyvtárnak neveztek el.

### POSIX standard library
A POSIX, valamint a SUS számos olyan rutint határoz meg, amelyeknek az alapvető C szabványos könyvtáron túlmenően is rendelkezésre kell állniuk. A POSIX specifikáció fejlécfájlokat tartalmaz többek között a többszálú futás, a hálózatépítés és a reguláris kifejezések számára. Ezeket gyakran a C szabványos könyvtár funkcionalitása mellett valósítják meg, különböző fokú közelséggel. Például a glibc a libc.so-ban olyan funkciókat valósít meg, mint a fork, de mielőtt az NPTL-t beolvasztották volna a glibc-be, az egy külön könyvtár volt, saját linker flag argumentummal. Gyakran ezt a POSIX-specifikált funkciót a könyvtár részének tekintik; az alapvető C könyvtárat ANSI vagy ISO C könyvtárként azonosítják.}

### BSD libc
A BSD libc' a POSIX szabványos könyvtár egy szuperhalmaza, amelyet a BSD operációs rendszerekhez, például a FreeBSD, NetBSD, OpenBSD és macOS operációs rendszerekhez tartozó C könyvtárak támogatnak. A BSD libc tartalmaz néhány olyan bővítményt, amelyet az eredeti szabvány nem definiál, és amelyek közül sok először az 1994-es 4.4BSD kiadásban jelent meg (az első, amelyet nagyrészt az első szabvány 1989-es kiadása után fejlesztettek ki). A BSD libc néhány bővítménye a következő:
- sys/tree.h –  tartalmazza a red–black tree és a splay tree(wd)[25] implementációját[26][27]
- sys/queue.h –  láncolt lista, queue, hátsó várólista (tail queue) stb. megvalósításai[28][29]
- fgetln() –  definiált az stdio.h-ban. Ez egy fájl soronkénti olvasására használható.[30][31][32]
- fts.h –  tartalmaz néhány függvényt a fájlhierarchia bejárásához[33][34]
- db.h –  néhány funkció a Berkeley DB-hez(wd) való csatlakozáshoz[35][36]
- strlcat() és strlcpy() –  az strncat() és strncpy() biztonságos alternatívái[37][38][39][40][41]
- err.h –  tartalmaz néhány függvényt formázott hibaüzenetek nyomtatására[42][43]
- vis.h –  tartalmazza a vis() függvényt. Ez a függvény a nem nyomtatható karakterek vizuális formában történő megjelenítésére szolgál.[44][45][46]

## A C szabványkönyvtár más nyelveken
Egyes nyelvek a C szabványos könyvtár funkcióit saját könyvtáraikba foglalják. A könyvtárat a nyelv struktúrájához jobban hozzáigazíthatják, de a működési szemantika hasonló marad.

### C++
A C++ nyelv a C szabványos könyvtár konstrukcióinak többségét beépíti a sajátjába, kivéve a C-specifikus műveleteket. A C szabványos könyvtár függvényei kétféleképpen exportálhatók a C++ szabványos könyvtárból.
A C-vel és a szabvány előtti C++-szal való visszafelé/keresztkompatibilitás érdekében a függvények a globális névtérben (::) érhetők el, a C szabványos fejlécnév beolvasása (#include-ing) után, mint a C-ben. Így a C++98 program:
```
#include
 
<stdio.h>

int
 
main
()
 
{

    
return
 
::
puts
(
"Hello, world!"
)
 
==
 
EOF
;

}

```

a C95 programmal (látszólag) azonos viselkedést kell mutatnia
```
#include
 
<stdio.h>

int
 
main
(
void
)
 
{

    
return
 
puts
(
"Hello, world!"
)
 
==
 
EOF
;

}

```

A C++98-tól kezdve a C függvények a ::std névtérben is elérhetővé válnak (pl. a C printf mint C++ ::std::printf, az atoi mint ::std::atoi, a feof mint ::std::feof), a megfelelő C fejléc <hdrname.h> helyett a <chdrname> fejléc beépítésével. Pl. <cstdio> helyettesíti az <stdio.h>-t és <cmath> az <math.h>-t; vegye figyelembe a .h kiterjesztés hiányát a C++ fejlécneveknél.
Így a fenti két programmal egyenértékű (általában előnyösebb) C++≥98 program a következő:
```
#include
 
<cstdio>

int
 
main
()
 
{

    
return
 
std
::
puts
(
"Hello, world"
)
 
==
 
EOF
;

}

```

Egy using namespace ::std deklaráció a main felett vagy a main-on belül automatikusan alkalmazza a ::std:: előtagot, bár általában rossz gyakorlatnak számít globálisan használni a fejlécekben, mert ez szennyezi a globális névteret.
A C fejlécek közül néhány C++≥98 verzió hiányzik; például a C≥11 <stdnoreturn.h> és <threads.h> fejléceknek nincs C++ megfelelője.
Mások helyőrzőkké redukálódnak, mint például (a C++20-ig) a <ciso646> a C95 <iso646.h> számára, amelynek minden szükséges makrója kulcsszóként jelenik meg a C++98-ban. A C-specifikus szintaktikai konstrukciók általában nem támogatottak, még akkor sem, ha a fejlécük támogatott.
Számos C fejléc elsősorban a C++ kompatibilitás miatt létezik, és ezek általában közel üresek a C++-ban. Például, a C99-17 <stdbool.h> csak a következőre van szükség:
```
#define bool _Bool

#define false 0

#define true 1

#define __bool_true_false_are_defined 1

```

hogy a C++98 bool, false és true kulcsszavak támogatását színlelje a C-ben. A C++11 a kompatibilitás érdekében megköveteli a <stdbool.h> és a <cstdbool> fájlokat, de csak az __bool_true_false_are_defined-et kell definiálniuk. A C23 elavulttá teszi a régebbi _Bool kulcsszót az új, C++98-nak megfelelő bool, false és true kulcsszavak javára, így a C≥23 és a C++≥11 <stdbool.h>/<cstddbool> fejlécek teljesen egyenértékűek. (Különösen a C23 nem igényel semmilyen __STDC_VERSION_BOOL_H__ makrót a <stdbool.h> számára).
A C könyvtári függvények elérését lehetőség szerint a ::std névtéren és a C++≥98 fejlécneveken keresztül kell előnyben részesíteni. Az elfogadás ösztönzése érdekében a C++98 eltörli a C (*.h) fejlécneveket, így lehetséges, hogy a C kompatibilis fejlécek használata egy különösen szigorú C++98-20 preprocesszort valamilyen diagnosztikai hibaüzenetre késztet. A C++23 azonban (szokatlan módon) törli ezeket a fejléceket, így az újabb C++ implementációknak/módoknak nem kellene panaszkodniuk anélkül, hogy külön kérnénk őket.
Más nyelvek hasonló megközelítést alkalmaznak, és a C kompatibilis függvényeket/rutinokat egy közös névtér alá helyezik; ezek közé tartozik a D, a Perl és a Ruby.

### Python
A CPython a C könyvtár néhány függvényének burkolatát tartalmazza a saját közös könyvtárában, és közvetlenebb hozzáférést biztosít a C függvényekhez és változókhoz a ctypes csomagon keresztül.
Általánosabban, a Python 2.x úgy határozza meg a beépített fájlobjektumokat, mint amelyek „a C stdio csomagjának felhasználásával vannak implementálva”, és gyakran hivatkozik a C szabványos könyvtár viselkedésére; a rendelkezésre álló műveletek (open, read, write stb.) várhatóan ugyanúgy viselkednek, mint a megfelelő C függvények (fopen, fread, fwrite stb.).
A Python 3 specifikációja azonban jóval kevésbé támaszkodik a C-specifikációra, mint a Python 2.

### Rust
A Rust a crate libc-t kínálja, amely lehetővé teszi a különböző C szabványos (és egyéb) könyvtári függvények és típusdefiníciók használatát.

## Összehasonlítás más nyelvek szabványos könyvtáraival
A C szabványkönyvtár kicsi néhány más nyelv szabványkönyvtárához képest. A C könyvtár matematikai függvények alapkészletét, karakterlánc-kezelést, típuskonverziókat, valamint fájl- és konzol-alapú I/O-t biztosít. Nem tartalmaz olyan szabványos „konténertípusokat”, mint a C++ szabványos sablonkönyvtár, nem is beszélve a teljes grafikus felhasználói felület (GUI) eszközkészletről, hálózati eszközökről és egyéb funkciók sokaságáról, amelyeket a Java és a .NET Framework szabványosan biztosít. A kis szabványos könyvtár fő előnye, hogy a működő ISO C környezet biztosítása sokkal könnyebb, mint más nyelvek esetében, és ennek következtében a C program új platformra történő átvitele viszonylag egyszerű.

## Fordítás
- Ez a szócikk részben vagy egészben  a   C standard library című angol Wikipédia-szócikk fordításán alapul.  Az eredeti cikk szerkesztőit annak laptörténete sorolja fel. Ez a jelzés csupán a megfogalmazás eredetét és a szerzői jogokat jelzi, nem szolgál a cikkben szereplő információk forrásmegjelöléseként.